# Prime Cuts (Suicidal Tendencies)
Prime Cuts è un album di raccolta del gruppo crossover thrash statunitense Suicidal Tendencies, pubblicato nel 1997.

## Tracce
1. You Can't Bring Me Down – 5:50
2. Join the New Army – 4:04
3. Lovely – 3:45
4. Institutionalized – 3:30
5. Gotta Kill Captain Stupid – 4:02
6. Berserk! – 2:43
7. I Saw Your Mommy – 4:51
8. Pledge Your Allegiance – 4:32
9. Feeding the Addiction – 4:16
10. I Wasn't Meant to Feel This / Asleep at the Wheel – 7:07
11. Send Me Your Money – 3:24
12. No Fuck'n Problem – 3:31
13. Go Skate! (Possessed to Skate '97) – 2:43
14. Nobody Hears – 5:34
15. How Will I Laugh Tomorrow – 6:44